# Reyes Spit
Der Reyes Spit (in Chile auch Bajo Toro) ist eine schmale und kieslige Landzunge von Greenwich Island im Archipel der Südlichen Shetlandinseln. Sie ragt von der Guesalaga-Halbinsel in westlicher Richtung in die Discovery Bay.
Ihr Name leitet sich von der Bezeichnung Punta Reyes auf einer chilenischen Landkarte aus dem Jahr 1951 ab, auf der damit eine Landspitze an der Basis der Landzunge benannt ist. So benannten sie Teilnehmer der 1. Chilenischen Antarktisexpedition (1946–1947). Namensgeber ist Camilo Reyes Ulloa, der bei dieser Forschungsreise als Navigationsoffizier auf der Fregatte Iquique tätig war. Das UK Antarctic Place-Names Committee übertrug diese Benennung im Jahr 1971 in angepasster Form auf die hier beschriebene Landzunge. Namensgeber der alternativen chilenischen Benennung ist Millán
Toro Rojas, ein Meteorologe der 1. Chilenischen Antarktisexpedition.